# Mette Sjøberg
Mette Sjøberg (født 19. april 1982 i Vejle) er en tidligere dansk håndboldspiller, der vandt sølv ved EM i 2004. I løbet af sin karriere spillede hun for i KIF Vejen, GOG, Horsens HK, FCK Håndbold og FC Midtjylland Håndbold.
Sjøberg spillede 85 landskampe for Danmark, og hvor hun scorede 262 mål. Hun deltog med det danske håndboldlandshold under EM 2004, hvor det kom på en andenplads. Hun debuterede på landsholdet den 14. juni, 2003.
2006 skiftede hun som venstreback fra Horsens HK til FCK Håndbold, hvor hun spillede i sæsonen 2006/07, og scorede 167 mål i Toms-ligaen. I sommeren 2008 forlod Sjøberg FCK, og spillede de næste to sæsoner i FC Midtjylland Håndbold.
Mette Sjøberg sluttede karrieren i sommeren 2013.
Mette Sjøberg har påbegyndt et job som lærer på Vejle Idrætsefterskole, hvor hun underviser i dansk, afsætning, håndbold og er en af skolens vejledere.